# Perilunio
Con la parola perilunio (oppure pericinzio o periselenio) viene indicato il punto più vicino alla Luna dell'orbita lunare di un satellite (artificiale, poiché non ve ne sono di naturali).
Il termine deriva da "perí" (in greco "intorno") e "luna"", le sue altre accezioni derivano da "Cinzia", epiteto di Artemide o Diana, dea della caccia, che, nella mitologia greca, veniva identificata anche con la Luna (Selene).